# 猿辺村
猿辺村（さるべむら）は、かつて青森県にあった村。

## 沿革
- 1889年（明治22年）4月1日 - 町村制施行により三戸郡貝森村、袴田村、蛇沼村が合併し、猿辺村が発足。
- 1955年（昭和30年）3月20日 - 三戸郡三戸町、留崎村、斗川村と合併し、三戸町を新設して消滅。

## 施設
- 猿辺郵便局
- 猿辺中学校
- 貝守小学校
- 杉沢小学校